# Acteon hebes
Acteon hebes är en snäckart. Acteon hebes ingår i släktet Acteon och familjen Acteonidae. Inga underarter finns listade i Catalogue of Life.